# 黒部市立村椿小学校
黒部市立村椿小学校（くろべしりつ むらつばきしょうがっこう）は富山県黒部市にある公立小学校。

## 沿革
出典→
- 1873年（明治6年）8月1日 - 濟美小学校として創立。
- 1874年（明治7年）7月 - 荒俣分校を設立。1878年（明治11年）に十之小学校として独立。
- 1887年（明治20年）4月1日 - 濟美小学校を吉田小学校、十之小学校を荒俣小学校にそれぞれ改称。
- 1890年（明治23年）4月1日 - 両小学校を廃止し村椿簡易小学校を設置。同年7月21日に校舎落成。
- 1892年（明治25年）10月1日 - 村椿尋常小学校と改称。
- 1925年（大正14年） 4月1日 - 高等科を併設し、村椿尋常高等小学校と改称。同年9月に現在の黒部市吉田科学館敷地に増改築及び講堂を新設。
- 1934年（昭和9年）7月12日 - 水害のため講堂及び校舎の一部半壊。これに伴い1937年（昭和12年）10月21日に講堂及び校舎増改築する。
- 1941年（昭和16年）4月1日 - 国民学校令施行により桜井町立村椿国民学校と改称。
- 1947年（昭和22年）4月1日 - 学校教育法施行により桜井町立村椿小学校と改称。
- 1949年（昭和24年）11月1日 - 桜井町立中部中学校村椿分校が併設される。
- 1954年（昭和29年）4月1日 - 旧・黒部市市制施行により、現校名の黒部市立村椿小学校と改称。以降教室や給食室などが、順次増改築されていった。
- 1956年（昭和31年）
  - 3月 - 校庭が571.24坪拡張。
  - 5月21日 - 中学校分校が黒部市立北部中学校（現・黒部市立清明中学校）本校に統合される。
- 1961年（昭和36年）12月25日 - 2階建の鉄筋校舎が新築落成される。
- 1962年（昭和37年）11月17日 - 校舎の一部が移転改築される。
- 1965年（昭和40年）9月30日 - 講堂を一部改装。
- 1969年（昭和44年）7月12日 - プール完成。
- 1973年（昭和48年）11月1日 - 創校100周年記念式典を実施。同時に記念事業として庭園、校門、植樹、施設備品の充実を実施。
- 1977年（昭和52年）7月5日 - プールサイドがコンクリート張りされる。
- 1981年（昭和56年）9月28日 - 新校舎の起工式。
- 1982年（昭和57年）
  - 4月1日 - 文部省（現・文部科学省）指定黒部市勤労生産学習研究推進校の指定を受ける。
  - 12月24日 - 新校舎、体育館、グラウンドが完成し移転・
- 1983年（昭和58年）3月6日 - 新校舎の完成竣工式。旧校舎跡地には黒部市吉田科学館が建設された[3]。
- 1986年（昭和61年）
  - 7月26日 - 新プール完成。
  - 10月8日 - 全国学校給食優良校（文部大臣表彰）に指定される。
- 1994年（平成6年）11月10日 - 正面玄関の上壁画に校章を設置。
- 2000年（平成12年）10月30日 - 中庭にビオトープが完成。
- 2005年（平成17年）4月1日 - 特殊学級設置。

## 通学区域
村椿（出島、六天、飯沢、吉田、荒俣、飛騨）

## 進学先
- 黒部市立清明中学校

## 周辺
- 黒部市吉田科学館（旧校舎跡地に建設された）
- YKK黒部事業所